# Hans Unterwurzacher
Hans Unterwurzacher (* 13. Dezember 1878 in Neukirchen am Großvenediger, Salzburg; † 2. Oktober 1955 in Innsbruck) war ein österreichischer Politiker der Christlichsozialen Partei (CSP).

## Ausbildung und Beruf
Hans Unterwurzacher besuchte eine Berufsschule und lernte den Beruf des  Gärtners. Er wurde Sekretär des Tiroler Arbeitsbundes.

## Politische Mandate
- 27. Dezember 1933 bis 2. Mai 1934: Mitglied des Bundesrates (IV. Gesetzgebungsperiode), CSP